# Décès en 1445
Décès
- 1441
- 1442
- 1443
- 1444
- 1445
- 1446
- 1447
- 1448
- 1449

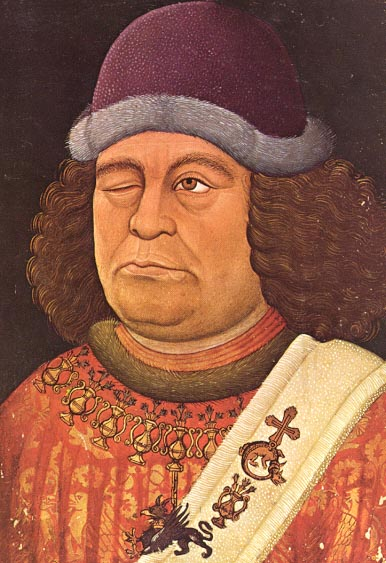
Oswald von Wolkenstein, mort en 1445.

Cette page dresse une liste de personnalités mortes au cours de l'année 1445 :
- 9 janvier : Antonio Correr, cardinal italien.
- 7 février : Bertrand de Rosmadec, évêque de Cornouaille.
- 19 février : Éléonore d'Aragon, reine consort de Portugal.
- 24 février : Niccolò Tedeschi, pseudo-cardinal italien.
- 12 mars : Jean Jacques de Montferrat, marquis de Montferrat.
- 19 mars : Radegonde de France, princesse française, fille aînée du roi Charles VII de France et de Marie d'Anjou.
- 7 avril : Louis VIII de Bavière,  duc de Bavière.
- 19 juin : Louis Badat, évêque  de Nice.
- 24 juin : Annibale Ier Bentivoglio, militaire et un condottiere italien, seigneur de Bologne.
- 15 juillet : Jeanne Beaufort, épouse du roi Jacques Ier d'Écosse.
- 2 août : Oswald von Wolkenstein, poète autrichien.
- 3 ou 11 août : Alberto Alberti, cardinal italien.
- 16 août : Marguerite d'Écosse, princesse écossaise devenue dauphine de France.
- 9 octobre : Gerardo Landriani Capitani, cardinal italien.

- Louis d'Anjou-Commercy, marquis de Pont-à-Mousson et seigneur de Commercy-Château-Bas.
- Marie d'Aragon, reine de Castille.
- Jacques de Cafran, homme d'État chypriote.
- Louis de Glandevès, évêque de Vence, puis de Marseille.
- Hugues de Teissiac, évêque de Vaison.
- Jean de Trévilles, abbé picard, devenu évêque de Trévilles.
- Muhammad Juki, prince timouride.
- Nijō Motonori, poète japonais et noble de cour (kugyō) de l'époque de Muromachi.
- Jean Vivien, évêque de Nevers.
- Konrad Witz, peintre suisse.
- Yi Ye, diplomate coréen de la période de Joseon.

## Crédit d'auteurs
- Cet article est partiellement ou en totalité issu de l'article intitulé « 1445 » (voir la liste des auteurs).